# Contopus cooperi
El pibí boreal (Contopus cooperi), también denominado pibí colicorto (en Nicaragua), papamoscas boreal (en México), atrapamoscas boreal (en Colombia), pibí de rabadilla oliva o mosquero lados olivos, es una especie de ave paseriforme de la familia Tyrannidae, perteneciente al numeroso género Contopus. Se reproduce en América del Norte y migra hacia América Central y del Sur en los inviernos. 

## Descripción
Es un tiránido de tamaño medio. Mide en promedio 18 cm de longitud. Los adultos tienen la cara, partes superiores y flancos de color pardo oliváceo, mientras que sus partes inferiores son de color gris claro. Tienen el pico oscuro y la cola corta.

## Distribución y hábitat
Esta especie cría en Alaska hacia el este por Canadá (centro norte de Yukón, Territorios del Noroeste, Columbia Británica, Alberta, Saskatchewan, Manitoba, Ontario, centro de Quebec, sur de Labrador, e Isla de Terranova, al sur  hasta el sur hasta el sur de Nuevo Brunswick y sur de Nueva Escocia); desde la frontera con Estados Unidos por el oeste, hacia el sur a través de Washington, Oregón, California, Nevada, hasta el norte de Baja California en México; desde Idaho, por el oeste de Montana, Utah, centro y oeste de Wyoming, oeste de Colorado hasta Arizona, Nuevo México y oeste de Texas; por el este desde el sur y centro de Minnesota, norte de Wisconsin, Michigan, sur de Vermont, sur de Nuevo Hampshire y sur de Maine, centro y oeste de Massachusetts, noroeste de Connecticut, Nueva York, hasta el centro este de Virginia Occidental, centro este de Tennessee y centro oeste de Carolina del Norte.
En los inviernos migra principalmente hacia el sur desde Panamá y a lo largo de la cordillera de los Andes desde el norte y oeste de Venezuela, hacia el sur por Colombia (donde es más abundante), Ecuador, hasta el sureste de Perú y oeste de Bolivia. Ocasionalmente se ha registrado en Guyana, Surinam, Guayana Francesa, Trinidad y Tobago, sur de Venezuela, en la Amazonia brasileña y en el sureste de Brasil. Es un visitante invernal poco común en el sur de México, Guatemala y Belice y se registra solamente como pasaje migratorio en El Salvador, Honduras, Nicaragua y Costa Rica.
El hábitat reproductivo de esta especie son los bosques de coníferas montanos y boreales; puede ocurrir a cualquier altitud entre el nivel del mar y el límite del bosque, pero generalmente en bosques de elevaciones media a alta, entre 920 y 2130 m. Durante la temporada no reproductiva utiliza principalmente hábitats montanos, aunque durante la migración utiliza una gran variedad de ambientes, substancialmente más riparios y no de coníferas que durante la estación reproductiva.

## Estado de conservación
El pibí boreal ha sido calificado como casi amenazado por la Unión Internacional para la Conservación de la Naturaleza (IUCN) debido a que su población, todavía no cuantificada, se presume estar en decadencia moderadamente rápida.

## Comportamiento

### Alimentación
Cazan al acecho posados en perchas en la copa de los árboles y alzando el vuelo para atrapar insectos.

### Reproducción
La hembra generalmente pone tres huevos en un nido en forma de cuenco situado en las ramas horizontales del árbol. El macho defiende un amplio territorio alrededor de su nido. Ambos miembros de la pareja alimentan a los polluelos.

## Sistemática

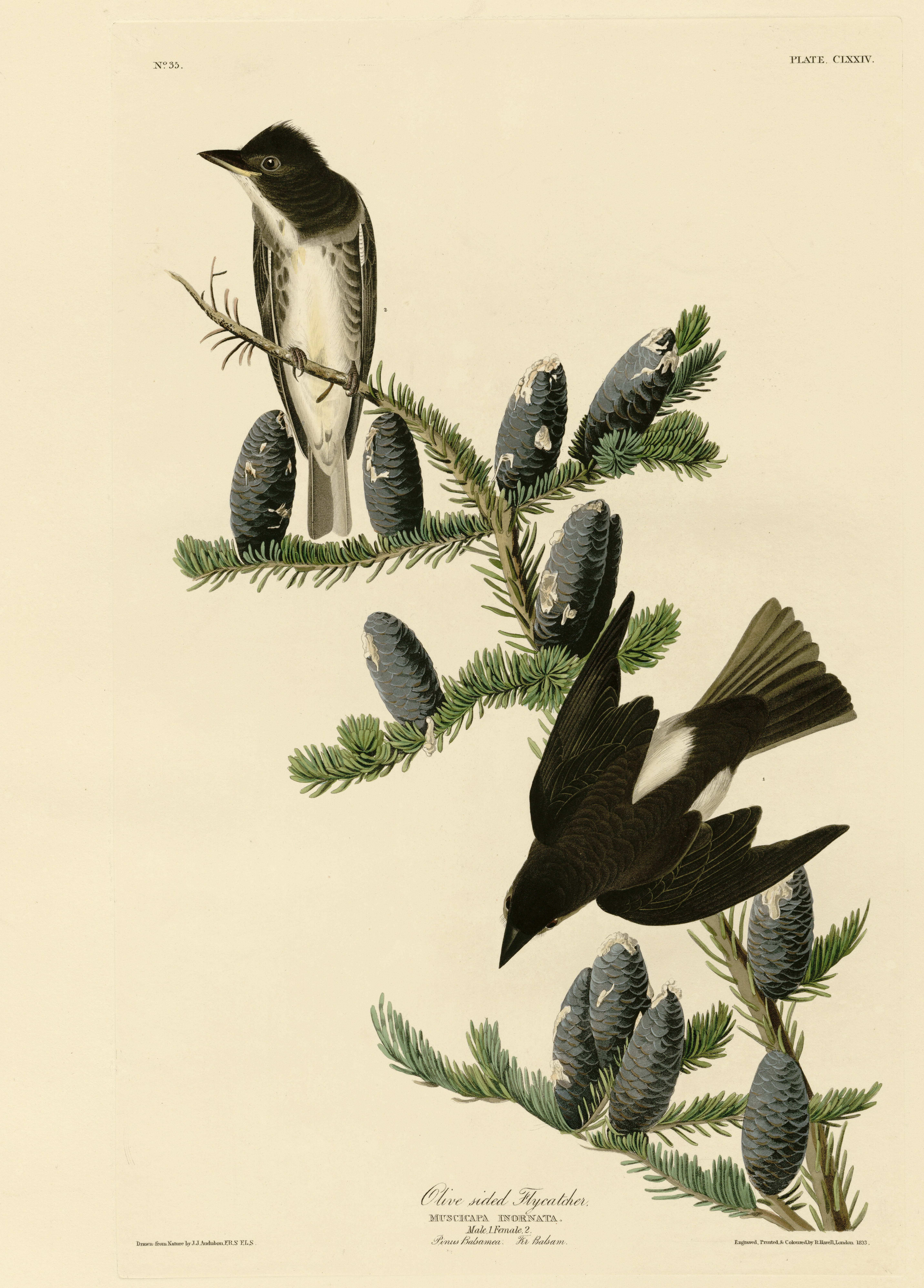
Muscicapa inornata = Contopus cooperi, ilustración de Audubon en The Birds of America, entre 1827 y 1838.

### Descripción original
La especie C. cooperi fue descrita por primera vez por el zoólogo británico Thomas Nuttall en 1831 bajo el nombre científico Muscicapa cooperi; su localidad tipo es: «Sweet Auburn woods, Georgia».

### Etimología
El nombre genérico masculino «Contopus» se compone de las palabras del griego «kontos» que significa ‘percha’, y «podos» que significa ‘pies’; y el nombre de la especie «cooperi», conmemora al zoólogo y recolector estadounidense William Cooper (1798–1864).

### Taxonomía
Es monotípica, a pesar de que las poblaciones que crían en el oeste son en promedio más grandes que las que crían al este de la Montañas Rocosas, y aunque la población disjunta que cría en el sur de California y norte de Baja California tiene las alas y la cola más largas, descrita como C. cooperi majorinus Bangs & Penard, 1921  pero las diferencias se consideran mínimas para distinguirla como subespecie.